# Modus ponens
Modus ponendo ponens (lat. način koji potvrđuje potvrđivanjem) ili kraće modus ponens valjani je argumentacijski oblik i pravilo zaključivanja koje glasi: ako su kondicional i njegov antecedens istiniti, onda nužno slijedi njegov konsekvens.

## Simbolički oblik
Iz premise:
{\displaystyle A\to B}
i premise:
{\displaystyle A}
slijedi zaključak:
{\displaystyle B}